# Matteo Montaguti
Matteo Montaguti (* 6. Januar 1984 in Forlì) ist ein ehemaliger italienischer Radrennfahrer.

## Werdegang
Matteo Montaguti gewann bei den UEC-Bahn-Europameisterschaften 2003 in Valencia die Bronzemedaille im Punktefahren der U23. Im folgenden Jahr konnte er diesen Erfolg im Madison wiederholen. 2005 wurde er in San Vincenzo italienischer Meister im Punktefahren und 2007 gewann er den Titel in der Mannschaftsverfolgung.
In der Saison 2007 wurde Montaguti auch italienischer Meister im Straßenrennen in der Elite-Klasse ohne Profivertrag und fuhr zum Saisonende als Stagiaire beim Professional Continental Team 3C Casalinghi Jet-Androni Giocattoli. 2008 erhielt er beim Team L.P.R. seinen ersten regulären Vertrag bei einem UCI-Team.
Montagutis erste Siege in einem internationalen Radrennen gelangen ihm beim Giro della Provincia di Reggio Calabria, wo er eine Etappe und die Gesamtwertung gewann. Bei der Tour de Suisse 2012 gewann er die Bergwertung. Bei der  Tour of the Alps 2017 gewann er eine Etappe.

## Erfolge

### Bahn
2003
- Europameisterschaften – Punktefahren (U23)

2004
- Europameisterschaften – Madison (U23)

2005
- Italienischer Meister – Punktefahren

2007
- Italienischer Meister – Mannschaftsverfolgung mit Giairo Ermeti, Claudio Cucinotta und Alessandro De Marchi

### Straße
2007
- Italienischer Meister – Straßenrennen (Elite ohne Vertrag)

2010
- Gesamtwertung und eine Etappe Giro della Provincia di Reggio Calabria

2012
- Bergwertung Tour de Suisse

2017
- eine Etappe Tour of the Alps

## Platzierungen bei den Grand Tours
| Grand Tour            | 2009 | 2010 | 2011 | 2012 | 2013 | 2014 | 2015 | 2016 | 2017 | 2018 | 2019 |
| --------------------- | ---- | ---- | ---- | ---- | ---- | ---- | ---- | ---- | ---- | ---- | ---- |
| Giro d’ItaliaGiro     | 124  | –    | 77   | 81   | –    | 44   | 54   | 19   | 51   | 42   | 53   |
| Tour de FranceTour    | –    | –    | –    | –    | –    | 66   | –    | –    | –    | –    | –    |
| Vuelta a EspañaVuelta | –    | –    | 76   | 72   | DNF  | –    | 41   | –    | –    | –    | –    |